# Febad z Agen
Święty Febad z Agen (zm. po 392) – biskup Agen w Galii, uczestnik synodu w Rimini w roku 359, na którym przeciwstawiał się tezom ariańskim. Był jednym z ostatnich biskupów, którzy ulegli presji cesarskich legatów i podpisali formułę z Rimini. Febad postawił jednak warunek, by dołączyć do formuły wyjaśnienia, które nieco złagodziły jej ariańską wymowę. Z pism Febada z Agen zachowała się jedynie Księga przeciw arianom. Nic więcej na jego temat nie wiadomo. 